# Acusilas gentingensis
Acusilas gentingensis är en spindelart som beskrevs av Murphy 1983. Acusilas gentingensis ingår i släktet Acusilas och familjen hjulspindlar. Inga underarter finns listade i Catalogue of Life.

## Bildgalleri

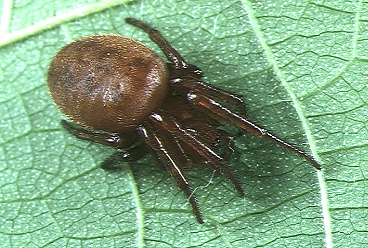
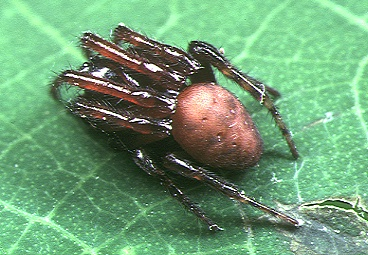
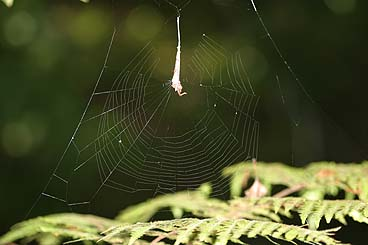